# Brian Gant
Brian Reginald Gant (Vancouver; 23 de abril de 1952) es un futbolista canadiense retirado que pasó nueve temporadas en la North American Soccer League y jugó catorce partidos con la selección canadiense.
En 1990, fue entrenador juvenil del FC Portland, un club de fútbol juvenil en Portland, Oregón. Su sobrina Christine Sinclair es jugadora estrella del Portland Thorns FC.

## Trayectoria
Después de jugar fútbol universitario en la Universidad Simon Fraser, firmó con Vancouver Whitecaps de la North American Soccer League en 1973.
Después de tres temporadas en Vancouver, se mudó a Portland Timbers en 1977. Permaneció con Timbers hasta que el club desapareció en 1982.

## Selección nacional
Jugó 17 partidos internacionales combinados ("A" y "B") con Canadá entre 1973 y 1981. También estuvo en ocho partidos de exhibición contra clubes o equipos selectos.

### Participaciones en Campeonatos Concacaf
| Copa                                       | Sede     | Resultado    | Part. | Goles |
| ------------------------------------------ | -------- | ------------ | ----- | ----- |
| Campeonato de Naciones de la Concacaf 1977 | México   | Cuarto lugar | 3     | 0     |
| Campeonato de Naciones de la Concacaf 1981 | Honduras | Cuarto lugar | 4     | 0     |